# Safri Duo
Safri Duo es un grupo danés de música trance y dance basado en las percusiones, cuyos miembros son Uffe Savery (nacido el 5 de abril de 1966) y Morten Friis (nacido el 21 de agosto de 1968).  El nombre proviene de las primeras letras de los apellidos de los músicos (SAvery, FRIis) y la palabra DUO al ser dos los componentes del grupo.
Aunque fue dado a conocer a principios del siglo actual, ya tenía discos grabados desde el año 1990.  Generalmente su música es instrumental.

## Historia
Uffe Savery y Morten Friis se conocieron cuando estaban en el Tivoli Garden Boys' Guard. Después coincidieron en el Conservatorio Real de Dinamarca, donde formaron un dúo experimental con el nombre de Safri Duo.
La carrera discográfica del dúo se inició en 1990, cuando produjo el disco Turn up volume. Éste junto con otros cinco discos, fueron basados en composiciones de Bach, Chopin y otros músicos de la época clásica de la música.

### Un nuevo episodio
Su talento hizo que Universal Music Dinamarca los contratara en 1999, y en 2002 fueron dados a conocer mundialmente con su disco Episode II, que fue un gran éxito para el grupo; producido por Michael Parsberg, de él salieron los hits Played-A-Live (The Bongo Song), Samb-Adagio y Baya-Baya. Dieron una gira musical en algunos países, como Dinamarca (su país natal), Tayikistán, Estados Unidos, Chile, Brasil, Venezuela y México.  En el mismo año salió el disco Episode II: The Remix Edition, una recopilación del disco Episode II, con la canción Sweet Freedom, con voz de Michael McDonald (fue un hit).

### Safri Duo 3.0 y 3.5
En 2003 salió su álbum Safri Duo 3.0; en él Clark Anderson, un nuevo integrante, cantó los temas All the people in the world, Agogo Mosse y Laarbasses. De las canciones incluidas en este material, Rise fue un hit para el grupo. Tanto fue así, que este tema tuvo un remix llamado Rise (Leave me alone), el cual volvió a aparecer en la también nueva versión del disco Safri Duo 3.0: Safri Duo 3.5: International version, que incluía el clásico de los 80's "Knock on Wood" y la famosa entrada del programa de Verónica Castro, "Ritmo de la Noche", así como algunas de sus canciones del disco anterior modificadas por fanes del grupo.
En 2004 fueron parte de la edición XLV Festival Internacional de la Canción de Viña del Mar en Chile. Aunque admitieron su poco conocimiento respecto a este magno evento, confiaban en su escena electrónica para el cierre de la edición del festival, y lograron obtener como galardón "Antorcha de Plata y Oro" en su actuación en la Quinta Vergara. 
Después de unos años sin novedades, en noviembre de 2007 anunciaron un nuevo disco y una nueva gira mundial.

### Orígenes
El cuarto disco de Safri Duo salió a la venta el 17 de noviembre de 2008. Su primer sencillo es Twilight

### Safri Duo: Greatest Hits
En 2010, tras dos años de inactividad, volvieron a la carga con un disco de Grandes Éxitos, el cual incluye un nuevo sencillo adaptado al house comercial del momento: "Helele". Lo grabaron junto a Velile, y formó parte de la promoción para la televisión alemana RTL durante mayo, mes en el que se jugó el Mundial de Sudáfrica. El disco salió a la venta el 26 de junio.

## Eurovisión
En el Festival de la Canción de Eurovisión 2001, Safri Duo hizo una actuación con el grupo Aqua.

## Discografía
| Año  | Álbum                                 |
| 1990 | Turn Up Volume                        |
| 1995 | Works For Percurssion                 |
| 1995 | Lutoslawski, Bartók, Helweg           |
| 1995 | Percussion Transcriptions             |
| 1996 | Goldrush                              |
| 1998 | Bach To The Future                    |
| 2001 | Episode II                            |
| 2002 | Episode II - The Remix Edition        |
| 2003 | Safri Duo 3.0                         |
| 2004 | Safri Duo 3.5 - International Version |
| 2008 | Origins                               |
| 2010 | Safri Duo: Greatest Hits              |

## Sencillos
| Sencillo                                           | Álbum                                 | Año  |
| Played-A-Live (The Bongo Song)                     | Episode II                            | 2001 |
| "Samb-Adagio"                                      | Episode II                            | 2001 |
| "Baya-Baya"                                        | Episode II                            | 2001 |
| "Sweet Freedom" (con Michael Mcdonald)             | Episode II - The Remix Edition        | 2002 |
| "Fallin' High"                                     | Safri Duo 3.0                         | 2003 |
| "All the People in the World" (con Clark Anderson) | Safri Duo 3.5 - International Version | 2004 |
| "Rise (Leave me Alone)" (con Clark Anderson)       | Safri Duo 3.5 - International Version | 2004 |
| "Twilight"                                         | Origins                               | 2008 |
| "Helele"                                           | Safri Duo: Greatest Hits              | 2010 |